# Syndicom - le syndicat des médias et de la communication
 (septembre 2020).
Si vous disposez d'ouvrages ou d'articles de référence ou si vous connaissez des sites web de qualité traitant du thème abordé ici, merci de compléter l'article en donnant les références utiles à sa vérifiabilité et en les liant à la section « Notes et références ».

syndicom – le syndicat des médias et de la communication est un syndicat ouvrier suisse qui regroupe, depuis 2011, les travailleuses et travailleurs des branches communication et médias.
syndicom fait partie des quatre principaux syndicats membres de l'Union syndicale suisse. En 2011, il est composé de 45 000 membres.[réf. souhaitée]

## Historique
syndicom est né de la fusion du Syndicat de la communication et du syndicat Comedia, le 1er janvier 2011. Syndicom est signataire du contrat collectif de travail (CCT) de l'Industrie graphique suisse, première convention collective de travail de Suisse.

## Structure
Ce syndicat est structuré en trois secteurs (Poste, télécommunications et presse) qui réunissent chacun plusieurs domaines[réf. souhaitée] :
- Secteur Poste
  - Poste
  - Mail (marché des lettres)
  - Kep (courrier, express et colis)
  - Logistique
  - Transport (trafic et infrastructure)
- Secteur télécommunications
  - Télécommunication et secteur des télécommunications
  - Informatique
  - Centres d’appel
  - Facility Management (gestion et exploitation de bâtiments, sites et installations)
  - Sécurité aérienne et trafic aérien
- Secteur presse
  - Industrie graphique et emballage
  - Communication visuelle
  - Livre et diffusion de médias
  - Presse et médias électroniques

## Orientation et buts
Il s'agit d'une organisation démocratique confessionnellement neutre et indépendante des partis politiques. Elle se définit comme partie intégrante du mouvement syndical suisse et international. Syndicom s’engage pour une économie au service des besoins de tous, pour protéger la dignité des salariés, promouvoir le progrès social et préserver les conditions de vie de chacun. Il combat toute forme d’injustice et de discrimination et se bat pour les intérêts et les droits des salariés. Il négocie des conventions collectives de travail, influe sur la législation et agit en justice. Afin d’atteindre ses objectifs, il a recours à tous les moyens pacifiques disponibles, y compris à la grève.[réf. souhaitée]
syndicom protège et favorise les intérêts sociaux, matériels, politiques, professionnels, économiques et culturels de tous ses membres. Il s’engage en particulier en faveur de l’amélioration des conditions de travail et des droits de tous ses membres et des salariés, ainsi qu’en faveur de la sécurité sociale et du bien-être. La mise en œuvre des droits de participation et de codécision du personnel est un objectif central. Il s’engage également pour une égalité réelle entre les sexes et pour l’égalité des chances, spécialement dans le domaine du travail, du salaire, de la formation, de la famille et de la société. Il s’inspire dans son action des valeurs de solidarité, d’égalité, de liberté et de démocratie, mais aussi de durabilité et de liberté de la presse.[réf. souhaitée]

### Politique conventionnelle
syndicom s’engage en faveur de la conclusion de conventions collectives de travail (conventions d’entreprise, locales, sectorielles ou nationales) et de leur extension. Il aspire ainsi à des conditions de travail meilleures et progressistes pour tous les employés et s’oppose à la désolidarisation et aux politiques économiques néolibérales.
Il est signataire, notamment, des conventions collectives de travail (CCT) de La Poste, de Swisscom et de l'industrie graphique.

## Organisation
Son siège est à Berne et il dispose de secrétariats dans les principales villes de Suisse.
Le congrès est l’organe ordinaire suprême du syndicat. Il a lieu tous les quatre ans. L’organe exécutif du syndicat est son comité central. Un comité directeur est chargé des tâches opérationnelles. Daniel Münger dirige la présidence depuis le congrès de 2017.

### Groupes d’intérêts
Au sein du syndicat, les groupes d'intérêts spécifiques suivants sont organisés sur le plan national :
- Femmes
- Migrants
- Jeunesse
- Retraités
- Indépendants

### Affiliations
- Union syndicale suisse
- UNI Global Union
- Fédération internationale des journalistes

## Publications
- Syndicom – le journal (bimensuel édité en français, allemand et italien) remplacé par :
- syndicom magazine (tous les 2 mois)
- Revue suisse de l’imprimerie – TM RSI STM, revue pour la lettre, la typographie la conception graphique et le langage (édité en français et en allemand, paraît six fois par an).

## Événements professionnels
Les Journées romandes de la typographie sont des manifestations biennales organisées en Suisse romande par Syndicom avec les concours du groupe de Lausanne de l'Association suisse des typographes (AST), Swiss Graphic Designers (SGD) et de l'école romande d'arts et communication de Lausanne.